# Kyškovice
Kyškovice település Csehországban, a Litoměřicei járásban. Kyškovice Vrbice, Vědomice, Chodouny, Dobříň, Černěves és Brzánky településekkel határos. Lakosainak száma 310 fő (2024. január 1.).

## Népesség
A település lakosságának változását az alábbi diagram mutatja:
| Lakosok száma | 185  | 252  | 356  | 283  | 222  | 251  | 277  | 278  | 281  | 310  |
|               | 1869 | 1890 | 1921 | 1950 | 1980 | 2001 | 2017 | 2019 | 2022 | 2024 |